# 海滨镇
海滨镇，是中华人民共和国河北省秦皇岛市北戴河区下辖的一个镇。

## 行政区划
海滨镇下辖以下地区：
草厂村、单庄村、赤土山村、刘庄村、河东寨村、陆庄村和丁庄村。